# بني بويدير (بودينار)
بني بويدير هي إحدى مشيخات المملكة المغربية، تتبع جغرافيا لإقليم الدريوش وإداريًا لبودينار. يقدر عدد سكانها بـ 5643 نسمة حسب الإحصاء الرسمي للسكان والسكنى لسنة 2004.